# ماهی یال‌اسبی ژاپنی
ماهی یال‌اسبی ژاپنی (نام علمی: Trichiurus lepturus) نام یک گونه از تیره ماهی یال‌اسبی است.